# Laird Barron
Laird Samuel Barron (* 5. März 1970) ist ein US-amerikanischer Schriftsteller, dessen Werke größtenteils in die Genres Horror, New Weird, Phantastik und Dark Fantasy fallen. Er war außerdem geschäftsführender Herausgeber des Online-Literaturmagazins Melic Review. Barron gilt als einer der wichtigsten zeitgenössischen Vertreter des Cosmic Horrors in der Tradition von H.P. Lovecraft. Er lebt im Bundesstaat New York.

## Biografie
Barron verbrachte seine frühen Jahre in Alaska. Er beschrieb seine Jugend als äußerst hart, da seine Familie arm war und in abgelegenen Gegenden lebte.
In Alaska nahm Barron Anfang der 1990er Jahre dreimal am Iditarod, einem berühmten Hundeschlittenrennen teil und arbeitete als Fischer auf dem Beringmeer.
Er zog sich vom Hundesport zurück und zog 1994 nach Washington. Er wurde in der Lyrikszene aktiv, veröffentlichte in einer Reihe von Online-Zeitschriften und fungierte schließlich als geschäftsführender Herausgeber der Melic Review. Sein Debüt als professioneller Autor gab er 2001, als Gordon Van Gelder „Shiva, Open Your Eye“ in der Septemberausgabe von The Magazine of Fantasy & Science Fiction veröffentlichte. Barrons Debütsammlung „The Image Sequence & Other Stories“ wurde 2007 von Night Shade Books veröffentlicht.
Er hat des Öfteren seine Vorliebe für Literatur-Genres wie Pulp, Western und Noir zum Ausdruck gebracht und in seinen Werken verbinden sich typischerweise eines oder mehrere dieser Genretypen mit Horrorelementen, wie dem Eindringen unerklärbaren oder übernatürlichen Schreckens in die Alltagswelt. Barron hat die Bibel und das Necronomicon als „die größten Horrorgeschichten, die je erzählt wurden“ bezeichnet.
Zusätzlich zu The Magazine of Fantasy & Science Fiction wurden Barrons Arbeiten in SCI FICTION, Inferno: New Tales of Terror and the Supernatural, Lovecraft Unbound, Black Wings: New Tales of Lovecraftian Horror und The Del Rey Book of Science Fiction and Fantasy veröffentlicht. Es wurde außerdem in zahlreichen Best-Of-The-Year-Anthologien abgedruckt und für mehrere Preise nominiert.
Für seine Sammlungen „The Image Sequence and Other Stories“ und „Occultation and Other Stories“ wurde er 2007 und 2010 mit dem Shirley Jackson Award ausgezeichnet. „The Terrible Mystery“ gewann 2010 den Shirley Jackson Award für die beste Novelle. Außerdem wurde er 2009 für seine Novelle „Catch Hell“ nominiert. Weitere Nominierungen für Auszeichnungen umfassen den Crawford Award, den Sturgeon Award, den International Horror Guild Award, den World Fantasy Award, den Bram Stoker Award und den Locus Award.
Sein zweiter Roman, The Croning, wurde 2012 von Night Shade Books veröffentlicht. Seine nächsten drei Romane wurden von G.P. Putnam's Sons veröffentlicht.

## Literarische Werke

### Romane
- The Light is the Darkness, Bloodletting Press 2011
- The Croning, Night Shade Books 2012
- Blood Standard, G.P. Putnam's Sons 2018 (Isaiah Coleridge #1)
- Black Mountain, G.P. Putnam's Sons 2019 (Isaiah Coleridge #2)
- Worse Angels, G.P. Putnam's Sons 2020 (Isaiah Coleridge #3)

### Novellen
- X's For Eyes, JournalStone 2015
- Man With No Name: A Nanashi Novella, JournalStone 2016
- The Wind Began To Howl: An Isaiah Coleridge Story, Bad Hand Books 2023 (Isaiah Coleridge #3,5)

### Erzählungssammlungen
- The Imago Sequence & Other Stories, Night Shade Books 2007; Trade paperback 2009
  - Old Virginia (2003), novelette
  - Shiva, Open Your Eye (2001), short story
  - Procession of the Black Sloth (2007), novella
  - Bulldozer (2004), novelette
  - Proboscis (2005), novelette
  - Hallucigenia (2006), novella
  - Parallax (2005), short story
  - The Royal Zoo Is Closed (2006), short story
  - The Imago Sequence (2005), novella
  - Hour of the Cyclops (2000), short story

- Occultation, Night Shade Books 2010 - Shirley Jackson Award. Best Collection.
  - The Forest (2007), novelette
  - Occultation (2008), short story
  - The Lagerstätte (2008), novelette
  - Mysterium Tremendum (2010), novella
  - Catch Hell (2009), short fiction
  - Strappado (2009), short story
  - The Broadsword (2010), novella
  - -30- (2010), novella
  - Six Six Six (2010), short story

- The Beautiful Thing That Awaits Us All, Night Shade Books 2013
  - Blackwood's Baby(2011), novelette
  - The Redfield Girls (2010), short fiction
  - Hand of Glory (2012), novelette
  - The Carrion Gods in Their Heaven (2011), short fiction
  - The Siphon (2011), novelette
  - Jaws of Saturn (2013), short fiction
  - Vastation (2010), short story
  - The Men from Porlock (2011), short fiction
  - More Dark (2012), short fiction

- A Little Brown Book of Burials, Borderlands Press 2015
  - Man With No Name, novella
  - Gamma
  - D T
  - Babes In The Wilderness, essay

- Swift to Chase, JournalStone 2016; deutsch: Wilde Jagd, JOJOMEDIA 2025
  - Screaming Elk, MT [Jessica Mace] (2014), short fiction
  - LD50 [Jessica Mace] (2013), short fiction
  - Termination Dust [Jessica Mace] (2013), novelette
  - Andy Kaufman Creeping Through the Trees [Jessica Mace] (2016), short story
  - Ardor (2013), novelette
  - The Worms Crawl in (2014), short story
  - (Little Miss) Queen of Darkness [Jessica Mace] (2014), short story
  - Ears Prick Up (2015), short story
  - Black Dog (2013), short fiction
  - Slave Arm (2013) [Jessica Mace], short story
  - Frontier Death Song (2012), novelette
  - Tomahawk Park Survivors Raffle [Jessica Mace] (2016), novella

- Not a Speck of Light: Stories,  Bad Hand Books 2024
  - In a Cavern, In a Canyon
  - Girls Without Their Faces On
  - Mobility
  - The Glorification of Custer Poe
  - Joren Falls
  - The Blood in My Mouth
  - Nemesis
  - Soul of Me
  - Fear Sun
  - Swift to Chase [Jessica Mace]
  - Don't Make Me Assume My Ultimate Form [Jessica Mace]
  - American Remake of a Japanese Ghost Story [Jessica Mace]
  - Strident Caller
  - Not a Speck of Light
  - Tiptoe
  - (You Won't Be) Saved by the Ghost of Your Old Dog

### Ungesammelte Erzählungen, Einzelveröffentlichungen in Anthologien und Zeitschriften
- The Lonely Death of Mr. Haringa (2008, in Jack Haringa Must Die)
- "A Strange Form of Life (2012, in Dark Faith: Invocations)
- D T (2012, in A Season in Carcosa)
- Gamma (2012, in Fungi)
- Rex (2015, in Gigantic Worlds)
- 49 Foot Woman Straps It On (2015, in Protectors 2: Heroes)
- Snorre & Spot Approach the Fallen Rock (2015, on Barron's Wordpress)
- The Cyclorama (2015, in Licence Expired: The Unauthorized James Bond)
- Soul of Me (2015, in The Burning Maiden Volume Two)
- A Clutch (2016, in The Mammoth Book of Cthulhu)
- An Atlatl (2016, in Limbus, Inc.: Book III)
- Oblivion Mode (2016, in Children of Lovecraft)
- Of Boys and Two-Headed Dogs (2017, in Hellboy: An Assortment of Horrors)
- We Used Swords in the '70s (2019, in Weird Fiction Review Issue #9)
- Ode to Joad the Toad (2020, in Miscreations)
- The One We Tell Bad Children (2020, in Final Cuts)
- Don in the Dark (2020, on Barron's Wordpress-Site)
- Uncoiling (2022, in Cosmic Horror Monthly Issue #19)
- The Big Whimper (The Further Adventures of Rex, Two Million CE) (2022, in Weird World War IV)
- Bitten By Himself (2022, in Screams from the Dark)
- So Easy to Kill (2022, in Isolation: The Horror Anthology)
- Lern to Dye (2023, in Mystery Tribune issue #19)
- Sun Down (2023, in Shadows Over Main Street Volume Three)
- Eyes Like Evil Prisms (2023, Disintegration)
- The Nebula Quest! (2023, Back 2 OmniPark)
- The Wrap Party (2023, The Drive-In: Multiplex)
- LD50 [Jessica Mace] (2024, Fears: Tales of Psychological Horror)
- Versus Versus (2024, Long Division: Stories of Social Decay, Societal Collapse, and Bad Manners) - Bram Stoker Award 2024. Superior Achievement in Short Fiction.

### Ins Deutsche übersetzte Werke
- Hallucigenia, Golkonda Verlag 2015, ISBN 978-3-944720-83-8 (Auswahl von Erzählungen)
  - Hallucigenia (Hallucigenia, 2006)
  - Die Prozession des schwarzen Faultiers (Procession Of The Black Sloth, 2005)
  - Mysterium Tremendum (Mysterium Tremendum, 2010)
  - Strappado (Strappado, 2009)
- Siphon in: Nighttrain: Next Weird, Hrsg. v. Tobias Reckermann, CreateSpace Independent Publishing Platform 2018, ISBN 978-1-7215-9721-5
- Dampfwalze (Bulldozer) in: Lovecrafts Monster, Hrsg. v. Ellen Datlow, Festa Verlag 2020, ISBN 978-3-86552-851-3
- Die Männer von Porlock (The Men from Porlock) in: Wandler Weird Anthologie, Hrsg. v. Michael Schmitt, Wandler Verlag 2023, ISBN 978-3-948825-12-6
- Wilde Jagd (Swift To Chase, 2016), übersetzt von Christian Veit Eschenfelder, JOJOMEDIA 2025, ISBN 978-3-903358-22-5